# 民主主義者 (イタリア)
民主主義者（みんしゅしゅぎしゃ、イタリア語: I Democratici）は、かつて存在したイタリアの政党。
- 1999年 - ロマーノ・プローディ、アントニオ・ディ・ピエトロらが「民主主義オリーブの木」を結成。
- 2002年 - マルゲリータの結成に伴い解散。